# Beirut (musikgrupp)
Beirut är en amerikansk musikgrupp som spelar östeuropeisk folkmusiksinspirerad musik. Sångaren och grundaren som heter Zach Condon, och kommer från Santa Fe, New Mexico, fick intresse för romsk musik från Balkan, bland annat Boban Markovićs orkester, under sin resa till Europa som 16-åring.
Beirut upptäcktes av förre Neutral Milk Hotel-trummisen Jeremy Barnes (nu i A Hawk and a Hacksaw) när bandet var förband till A Hawk and a Hacksaw på en spelning i New Mexico. Barnes hjälpte bandet till ett kontrakt med indiebolaget Ba Da Bing!, och Barnes och Heather Trost från A Hawk and a Hacksaw spelade dessutom på Beiruts första skiva, Gulag Orkestar (2006).

## Diskografi
Studioalbum
- 2006 – Gulag Orkestar
- 2007 – The Flying Club Cup
- 2011 – The Rip Tide
- 2015 – No No No
- 2019 – Gallipoli
- 2023 – Hadsel
- 2025 – A Study of Losses

EP
- 2006 – Lon Gisland
- 2007 – Pompeii EP
- 2007 – Elephant Gun
- 2009 – March of the Zapotec/Holland EP

## Medlemmar
Nuvarande melemmar
- Zach Condon – trumpet, flygelhorn, ukulele, sång
- Perri Cloutier – dragspel, cello
- Nick Petree – trummor, slagverk, melodica
- Paul Collins – bas
- Kyle Resnick – trumpet
- Ben Lanz – trombon, sousafon, glockenspiel

Tidigare medlemmar
- Kristin Ferebee – violin
- Jason Poranski – gitarr, mandolin, ukulele
- Heather Trost – violin, viola
- Jon Natchez – barytonsaxofon, mandolin, glockenspiel, keyboard
- Tracy Pratt – trumpet, flygelhorn, eufonium
- Greg Paulus – trumpet
- Kelly Pratt – horn, trumpet, glockenspiel, keyboard
- Jared van Fleet – piano
- Jeremy Barnes – dragspel, trummor, piano, santur
- Hari Ziznewski – klarinett

## Influenser
- Boban Markovic